# Lispocephala tinctipennis
Lispocephala tinctipennis är en tvåvingeart som först beskrevs av Stein 1910.  Lispocephala tinctipennis ingår i släktet Lispocephala och familjen husflugor.
Artens utbredningsområde är Sri Lanka. Inga underarter finns listade i Catalogue of Life.